# Palazzo Cerruti

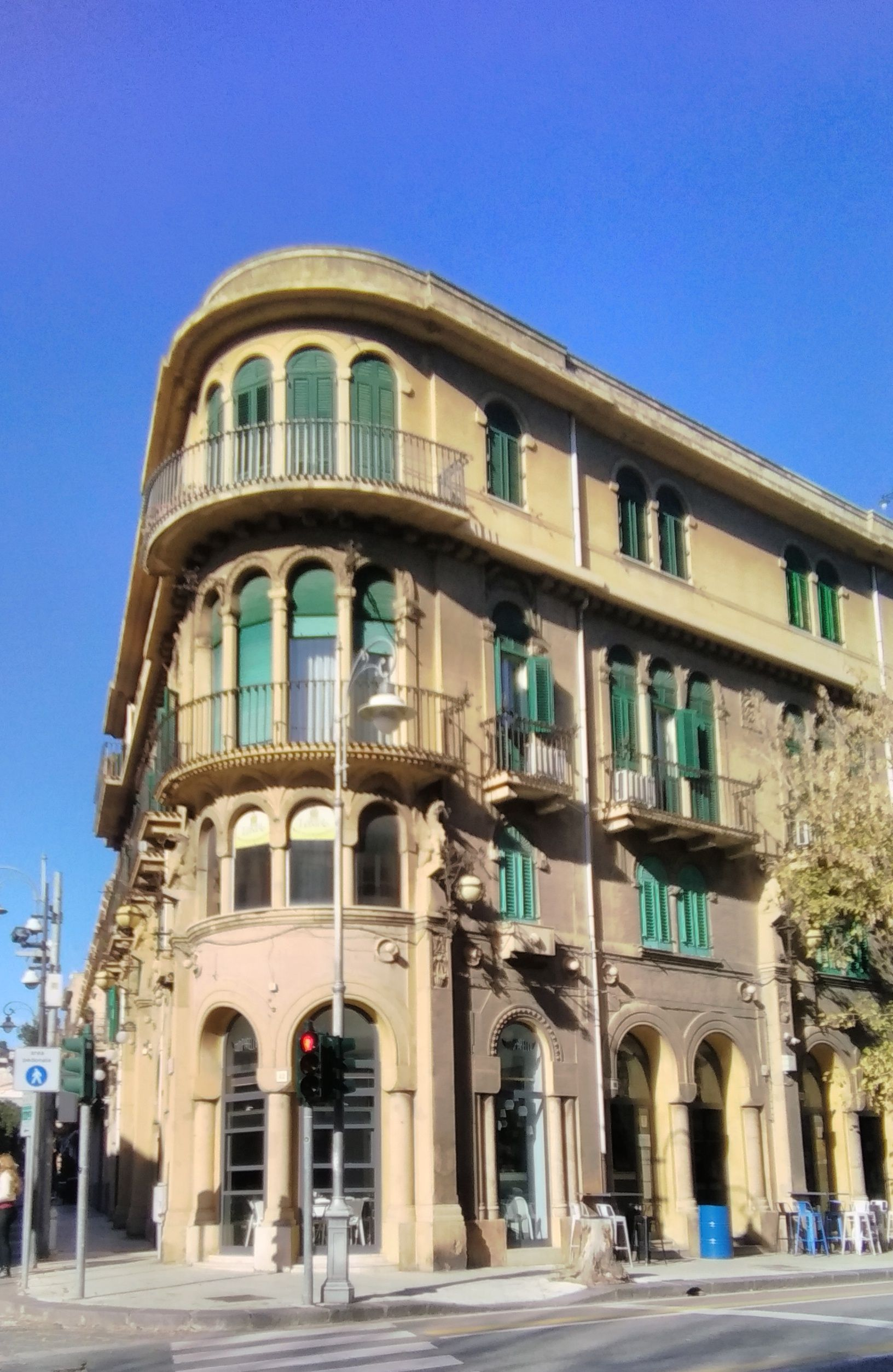
Palazzo Cerruti in Messina, Italië

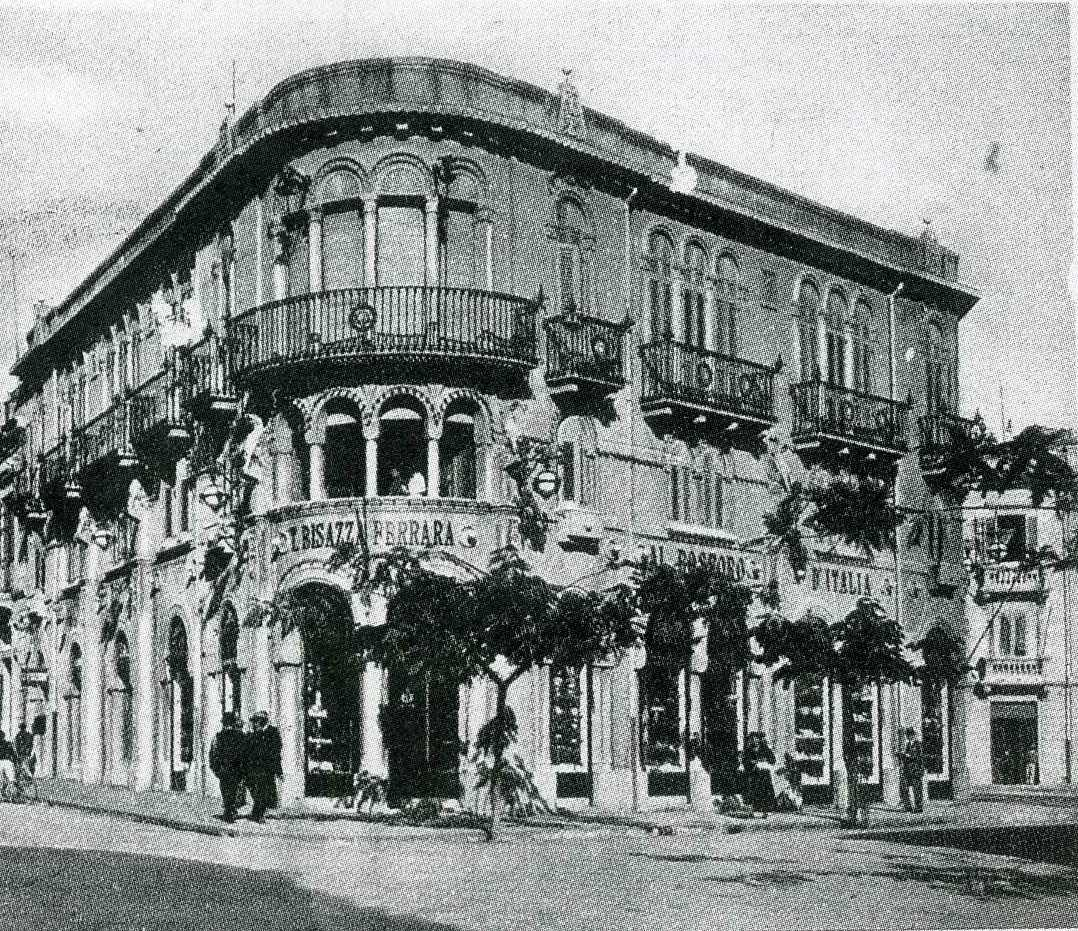
Oorspronkelijk met slechts twee verdiepingen

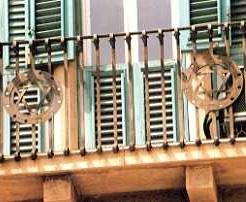
Twee Davidssterren

Het Palazzo Cerruti was het stadspaleis van de gebroeders Cerruti in Messina, een stad op het Italiaanse eiland Sicilië. 
Het 20e-eeuwse gebouw staat aan het kruispunt van de Via Cesare Battisti met het plein Piazza dei Catalani; op dit plein bevindt zich het standbeeld van don Juan  van Oostenrijk. Tegenover het plein, nog steeds aan de Via Cesare Battisti, staat het kerkje Annunziata dei Catalani.

## Namen
Andere namen voor het Palazzo Cerruti, genoemd naar de broers Cerruti zijn:
- Banca Cerruti: het ging om hun bankgebouw.
- Palazzo T. Bisazza Ferrara, genoemd naar de winkels op het gelijkvloers.
- Palazzo Cerruti-Bisazza
- Palazzo del Granchio: Paleis van de Krab genoemd omwille van de krabbenversiering op de gevel.

## Beschrijving
Het Palazzo Cerruti is een driehoekig gebouw. De stijl is eclectisch en had oorspronkelijk een overwicht aan neomiddeleeuwse elementen. De reden was dat het gebouw volgens de urbanisten niet mocht afsteken tegen het kerkje Annunziata dei Catalani uit de middeleeuwen. Een typisch neogotisch element is de bifora of het tweelichtvenster op de eerste verdieping.
De gevel telt enkele dierlijke versieringen zoals een adelaar en een krab. Op de hoek hing de Leeuw van Venetië doch deze viel tijdens de Tweede Wereldoorlog in stukken naar beneden (1943). Twee Davidssterren hangen aan de balustrades van de tweede verdieping, wat het een typisch herkenningspunt geeft in de Via Cesare Battisti.

## Historiek
Het stadspaleis werd in veertien maanden tijd opgetrokken in de jaren 1915-1917. Het was eigendom van de broers Cerruti. Zij waren oorspronkelijk reders. De broers Cerruti smeten zich destijds als bankiers in de financiering van Messina's reconstructie na de vernietigende aardbeving van Messina  in 1908. Volgens sommigen speculeerden zij ook op vastgoed.
Architect Gino Coppedè tekende de plannen. In het oorspronkelijk gebouw was er op de gelijkvloers een winkel, was de bank Cerruti op de eerste verdieping en woonden de broers op de tweede verdieping.
Tijdens de Tweede Wereldoorlog werd het gebouw beschadigd door bombardementen. Bij de reconstructie werd een derde verdieping bovenop gebouwd. Verschillende neogotische of neomiddeleeuwse elementen werden niet meer teruggeplaatst, zodat het uitzicht duidelijk wijzigde. In 2018 volgde nog een verdere restauratie.